# 1893

## Esdeveniments
Països Catalans
- 14 d'abril, Barcelona: Estrena a Catalunya, en castellà, de l'obra d'Ibsen Un enemic del poble, al Teatre Novetats.[1]
- 20 de maig - Barcelonaː Estrena d'En Pólvora, d'Àngel Guimerà, al Teatre Novedades de Barcelona.[2]
- 10 de setembre - Sitges: Celebració de la Segona Festa Modernista, al Casino Prado, dedicada al teatre i a la música simbolistes.[3]
- 24 de setembre - 
  - Barcelona: l'anarquista Paulí Pallàs i Latorre va fer l'atemptat contra el general Martínez Campos en el qual aquest va sortir lleument ferit, però hi va haver un mort i 15 ferits greus. Ell va argüir que ho va fer en venjança de l'execució de quatre anarquistes a Jerez de la Frontera l'any anterior.
  - Barcelona: És inaugurat el Velòdrom de la Bonanova, aleshores el millor d’Europa.[4]
- 7 de novembre - Barcelona: l'anarquista Santiago Salvador tira una bomba a la platea del Liceu i hi causa 20 morts (bomba del Liceu).

Resta del món
- 3 de novembre - Santander: Enfonsament del Cabo Machichaco al port de Santander, una de les majors catàstrofes civils a Espanya del segle xix.
- 9 de novembre - Corint: S'inaugura el Canal de Corint.

## Naixements
Països Catalans
- 9 de gener, Vilamarxant, Camp de Túria: María Cora Muñoz Raga –Cora Raga–, mezzosoprano valenciana (m. 1980).[5]
- 13 de gener, Barcelona: Emili Vendrell i Ibars, tenor i destacat intèrpret de cançons tradicionals catalanes.
- 28 de gener:
  - Sarrià: Josep Vicenç Foix, poeta, periodista i assagista català (m. 1987).
  - València: Ascensión Chirivella Marín, primera llicenciada en Dret i col·legiada a Espanya per exercir com a advocada (m. 1980).[6]
- 2 de febrer, La Jonquera: Ramon Carreras i Pons, mestre i polític.
- 16 de febrer, Berlín: Katharine Cornell, actriu teatral estatunidenca, a més d'escriptora i productora teatral (m. 1974).[7]
- 23 de març, Silla: Carmen Valero Gimeno, mestra, intel·lectual, feminista i sindicalista valenciana (m. 1962).[8]
- 4 d'abril, Sabadell: Joan Sallarès i Castells, llibreter, escriptor i editor català.[9]
- 16 d'abril, Barcelona: Frederic Mompou, compositor català (m. 1987).[10]
- 20 d'abril, Barcelona: Joan Miró i Ferrà, pintor (m. 1983).[11]
- 18 de maig, Barcelona: Helena Maragall i Noble, litògrafa i gravadora catalana (m. 1988).[12]
- 25 de maig, Palma: Rosa Estaràs i Valeri, mestra que contribuí a la renovació educativa a les Balears a principi del segle xx (m.1972).[13]
- 11 de juliol, Barcelona: Lluïsa Xifré Morros, militant antifeixista afusellada (m. 1939).[14]
- 19 de juliol, Cerdanyola del Vallès: Josep de Togores i Llach, pintor (m. 1970).[15]
- 28 de juliol, Olot, La Garrotxa: Càndida Pérez, cupletista i compositora, autora de molts cuplets catalans (m. 1989).[16]
- 27 d'agost, Barcelona: Antoni Cunill Cabanellas, actor, director i autor teatral.
- 8 de setembre, Sabadell, província de Barcelona: Jaume Ninet i Vallhonrat, fabricant de telers sabadellenc, conegut per haver proclamat la República Catalana a Sabadell el 1931.
- 18 de setembre, Sabadell: Gustau Vila i Berguedà, Grapa, dibuixant i caricaturista català (n. 1955).
- 23 de setembre, Barcelona: Carles Riba i Bracons, escriptor i humanista català.[17]
- 6 d'octubre, Selva del Camp: Ventura Gassol i Rovira, pedagog, poeta i polític (m. 1980).[18]
- 25 d'octubre, Colònia Güell, Santa Coloma de Cervelló: Joaquim Folguera i Poal, poeta i crític literari català (m. 1919).
- 4 de desembre, Sabadell: Ferran Llàcer i Carrera, precursor de l'aviació esportiva català.
- 5 de desembre:
  - Olot: Concepció Carreras i Pau, poetessa, compositora i professora de música catalana (m. 1961).[19]
  - València: Josep Maria Ots Capdequí, jurisconsult i historiador del dret (m. 1975).
- Vic: Antoni Vilaplana i Forcada, diplomàtic (m. 1944).
- Barcelona: Antoni Cunill Cabanellas, actor, director i autor teatral.
- Kırıkhan, Turquia: Nuriye Ulviye Civelek, defensora dels drets de les dones turques i otomanes (m. 1964).

Resta del món
- 24 de gener, Tafalla: Elisa Úriz Pi, mestra, pedagoga i activista política navarresa, precursora de l'Escola Moderna a Espanya (m. 1979).[20]
- 27 de gener, Xangai (Xina): Soong Ching-ling, política xinesa (m. 1981).[21]
- 31 de gener, París, França: Freya Stark, exploradora i escriptora britànica (m. 1993).[22]
- 3 de febrer, Tainan (Taiwan): Xu Dishan (xinès:许 地 山), escriptor, traductor xinès, especialista en el Budisme.També se'l coneix pel seu nom de ploma Luo Huasheng (m. 1941).[23]
- 5 de febrer, Neuilly-Plaisance: Jane Evrard, primera directora d'orquestra francesa.[24]
- 21 de febrer, Linares, Jaén: Andrés Segovia, guitarrista espanyol (m. 1987).
- 1 de març, Nova York: Mercedes de Acosta, poetessa i dramaturga estatunidenca i dissenyadora de roba (m.1968).[25]
- 19 de març, Quito, Equador José María Velasco Ibarra, polític equatorià, cinc vegades president de la República (m. 1979).[21]
- 26 de març,-Gènova, Ligúria (Itàlia): Palmiro Togliatti, dirigent comunista italià (m. 1964).[21]
- 27 d'abril, Ivanjica, Regne de Sèrbia: Draža Mihajlović, cap dels txètniks (m. 1946).[26]
- 29 d'abril, Walkerton, Indiana, EUA: Harold Clayton Urey, químic nord-americà i Premi Nobel de Química pels seus estudis sobre la bioquímica prebiòtica (m. 1981).[27]
- 30 d'abril, Wesel (Imperi Alemany): Ulrich Friedrich Wilhelm Joachim von Ribbentrop, ministre d'afers exteriors d'Alemanya des de 1938 a 1945, va ser condemnat a morir a la forca als Judicis de Nuremberg (m. 1946).[21]
- 29 de maig, Baiona: Marga d'Andurain, aventurera francesa i presumpta criminal (m. 1948).[28]
- 6 de juny, 
  - Astigarraga, Guipúscoa, Espanya: Norberto Almandoz Mendizabal, sacerdot, compositor, organista i musicòleg basc (m. 1970).[29]
  - l'Havana, Pilar Arcos, cantant cubano-estatunidenca de música popular (m. 1990).[30]
- 7 de juny, Santiago de Xile: Armando Carvajal Quiroz, compositor.
- 13 de juny, Oxford: Dorothy L. Sayers, escriptora, poeta i humanista anglesa (m. 1957).[31]
- 28 de juny, Nova York: Florence Henri, fotògrafa i pintora de les avantguardes artístiques del segle xx (m. 1982).[32]
- 30 de juny, Leipzig (Imperi Alemany): Walter Ulbricht, polític alemany, entre 1950 i 1971 el principal dirigent de la República Democràtica Alemanya (RDA) (m. 1973).[21]
- 5 de juliol, Luzzara, Reggio de l'Emília, Emília-Romanya: Giuseppe Caselli, pintor italià.
- 8 de juliol, Villajimena, Palència: Isabel Esteban Nieto, mestra republicana assassinada als inicis de la Guerra civil (m. 1936).[33]
- 19 de juliol, Bagdadi, Geòrgia: Vladímir Maiakovski, poeta rus (m. 1930).[34]
- 29 de juliol, Arkansas: Dorothy Shaver, empresària estatunidenca de la moda.[35]
- 21 d'agost, París (França): Lili Boulanger, compositora francesa (m. 1918).[36]
- 22 d'agost, Long Branch, (Nova Jersey, Estats Units): Dorothy Parker, escriptora nord-americana (m. 1967)[37]
- 30 d'agost, Winnfield, Louisiana (EUA): Huey Long, Jr.,conegut pel malnom del Rei Peix (Kingfish en anglès), fou un polític americàrepresentant de l'estat de Louisiana (m. 1935).[21]
- 7 de setembre, Linz, Imperi Austrohongarès: Grete von Urbanitzky-Passini, escriptora i compositora austríaca.
- 8 de setembre, Viña del Mar: Teresa Wilms Montt, escriptora xilena (m. 1921).[38]
- 18 de setembre, Sydney, Austràlia: Arthur Benjamin, compositor i pianista australià (m. 1960).[39]
- 28 de setembre, Viena, Hilda Geiringer, matemàtica austríaca.[40]
- 1 d'octubre, Chemnitz, Alemanya: Marianne Brandt, pintora, fotògrafa, dissenyadora, pionera del disseny modern (m.1983).[41]
- 10 d'octubre, Begla: Lilly Daché, modista i barretera nord-americana i francesa (m. 1989).[42]
- 14 d'octubre, Springfield (Ohio), Estats Units: Lillian Gish, actriu estatunidenca (m. 1993).[43]
- 18 de novembre, Betlem: Karimeh Abbud, fotògrafa professional i artista palestina, de les primeres fotògrafes àrabs.[44]
- 12 de desembre, Bucarest, Romania: Edward G. Robinson, actor de teatre i cinema nord-americà, d'origen romanès (m. 1973).[45]
- 13 de desembre, Codaesti, província de Vaslui: Ana Pauker, líder comunista romanesa que fou Ministra d'Afers Exteriors (m.1960).[46]
- 26 de desembre, Hunan, Xina: Mao Zedong, polític xinès, president de la República Popular de la Xina (m. 1976).[47]
- Alemanya: Alfred Kamprad, violinista i compositor alemany.

## Necrològiques
Països Catalans
- 9 de gener - València: Joaquim Balader i Sanchis, dramaturg valencià (n. 1828).
- 19 de març - Sabadell: Josep Vidal i Campaneria, alcalde de Sabadell durant la Primera República.
- 30 de març - València: Constantí Llombart, escriptor valencià i activista valencianista.
- 6 d'octubre - Barcelona: Paulí Pallàs i Latorre, anarquista català (n. 1862).[48]
- València: Benet Altet i Ruate, poeta.

Resta del món
- 17 de gener - Fremont, Ohio, EUA: Rutherford Birchard Hayes, advocat, militar, 19è president dels EUA. (n. 1822).
- 23 de gener - Madrid, Espanya: José Zorrilla, poeta i dramaturg espanyol (n. 1817).
- 4 de febrer - Vigo, Galícia: Concepción Arenal, escriptora gallega (n. 1820).[49]
- 17 de març - París (França): Jules Ferry, polític francès (n. 1832).[50]
- 16 d'abril - París: Marie Petiet, pintora francesa (n. 1854).[51]
- 29 d'abril - Wellington, Nova Zelanda: John Ballance, primer ministre de Nova Zelanda de 1891 a 1893 (n. 1839).[52]
- 8 de maig, Brussel·les: Adèle Kindt, pintora belga (n. 1804).[53]
- 6 de juliol - París, França: Guy de Maupassant, escriptor en francès (n. 1850).[54]
- 25 de setembre - les Andelys: Adolphe Sellenick, compositor i director d'orquestra francès.
- 8 d'octubre - Montcresson, Loiret (França): Patrice de Mac Mahon, mariscal de França i primer president de la República francesa (n. 1808).[55]
- 16 d'octubre - Montsauche-les-Settons, França: Jean-Martin Charcot, neuròleg francès (n. 1825).[56]
- 6 de novembre - Sant Petersburg, Imperi Rus: Piotr Ilitx Txaikovski, compositor rus (n. 1840).[57]
- 25 de novembre, París: Lotte H.Eisner, crítica de cine, historiadora de l'art germanofrancesa.[58]
- 6 de desembre - Fällanden, Suïssa: Rudolf Wolf, astrònom i matemàtic suís conegut pel seu estudi de les taques solars (n. 1816).[59]
- 25 de desembre - Houilles: Victor Schoelcher, polític francès conegut per haver tractat d'abolir definitivament l'esclavatge a França.[60]